# Hintterinsaari
Hintterinsaari är en ö i Finland. Den ligger i sjön Vuohijärvi och i kommunerna Kouvola och Mäntyharju och landskapen  Kymmenedalen och Södra Savolax, i den södra delen av landet, 150 km nordost om huvudstaden Helsingfors. Öns största längd är 3,2 kilometer i sydväst-nordöstlig riktning.

## Klimat
Trakten ingår i den boreala klimatzonen. Årsmedeltemperaturen i trakten är 2 °C. Den varmaste månaden är augusti, då medeltemperaturen är 16 °C, och den kallaste är februari, med −8 °C.